# Brian Hayward
Brian George Hayward (Kanada, Ontario, Georgetown, 1960. június 25. –) profi jégkorongozó kapus.

## Karrier
Komolyabb karrierjét a Cornell Egyetemen kezdte a Cornell Big Redben 1978-ban. Az egyetemen 1982-ig játszott. Statisztikailag az első idénye volt a legjobb. A National Hockey League-be nem draftolták, így 1982-ben a Winnipeg Jets szabadügynökként leigazolta majd 1982–1984 között a Winnipeg és az American Hockey League-es Sherbrooke Jets között ingázott. 1984-ben végre kezdő kapus lett és 33 győzelmet szerzett. A következő idénye jóval gyengébbre sikeredett és lekerült az AHL-es Sherbrooke Canadiensbe. 1986 és 1990 között a Montréal Canadiens játékosa volt de leginkább Patrick Roy cseréje. Legjobb szezonjában 22 győzelmet szerzett. 1990-ben a Minnesota North Starshoz került egy kis időre majd két mérkőzést töltött az IHL-es Kalamazoo Wingsben. Ezután a San Jose Sharksba került két idényre, közte egy kis kitérő volt a két mérkőzéses IHL-es Kansas City Blades. 1993 január 15-én súlyos hátsérülést szenvedett a Detroit Red Wings ellen és ezért kénytelen volt visszavonulni. Jelenleg mint riporter és kommentátor dolgozik

## Díjai
- Centennial-kupa All-Star Csapat: 1978
- ECAC Első All-Star Csapat: 1982
- NCAA Kelet Első All-American Csapat: 1982
- William M. Jennings-trófea (megosztva Patrick Roy-val): 1987, 1988, 1989